# Bob Katter
Robert Bellarmine Carl Katter, dit Bob Katter, né le 22 mai 1945 à Cloncurry (Australie), est un homme politique australien, membre de la Chambre des représentants depuis 1993,. Il était auparavant actif dans la politique de l'État du Queensland de 1974 à 1992. Katter est membre du Parti national jusqu'en 2001, date à laquelle il le quitte pour siéger en tant qu'indépendant. Dix ans plus tard, en 2011, il forme le Parti australien de Katter.

## Biographie
Katter naît à Cloncurry, Queensland. Son père, Bob Katter Sr. (en), est un homme politique.
Katter est élu à l'Assemblée législative du Queensland lors des élections d' État de 1974, représentant le comté de Flinders. Il est intégré au cabinet de Joh Bjelke-Petersen en 1983 et est ministre du gouvernement jusqu'à la défaite du Parti national aux élections d'État de 1989.
Katter quitte la politique de l'État en 1992. L'année suivante, il est élu au parlement fédéral dans la division de Kennedy (l'ancien siège de son père).
À l'approche des élections fédérales de 2001, il démissionne du Parti national et siège en tant qu'indépendant. Il est réélu quatre fois comme tel, puis deux autres fois au sein du nouveau parti qu'il a fondé.
Katter est connu pour son conservatisme social et est fréquemment décrit comme un « franc-tireur » par les médias. Son fils, Robbie Katter (en), est un député de l'État du Queensland, la troisième génération de la famille à siéger au parlement.